# Luftskib L 4
Luftskib L 4 (fabriksnr. LZ 27) var en M-klasse zeppeliner, som blev bygget af Luftschiffbau Zeppelin i Friedrichshafen til den tyske Kaiserliche Marine og foretog sin første flyvning 18. august 1914, lige efter udbruddet af 1. verdenskrig.
Sammen med L 3 foretog L 4 fra basen i Fuhlsbüttel krigens første bombetogt mod England.
Den 17. februar 1915 rekognoscerede de over Nordsøen, men overraskedes af en snestorm fra syd og måtte nødlande i krigsneutrale Danmark.
Det lykkedes for 11 ombordværende at hoppe af L 4 på Børsmose Strand, men de sidste 4 forsvandt sporløst med luftskibet ud over Nordsøen.

## Stationeret i Fuhlsbüttel ved Hamborg
Den 1. september 1914 tiltrådte kaptajnløjtnant grev Zdenko Magnus von Platen-Hallermund som kommandant og Oberleutnant zur See (premierløjtnant) Werner Petersen som 1. officer ombord på L 4, der dagen efter stationeredes i Fuhlsbüttel ved Hamborg.
Allerede senere samme måned afløstes 1. officer Petersen af søløjtnant Kruse for selv senere at blive forfremmet til kommandant på L 7, L 12, L 16 og L 32.

## Første luftangreb mod England nogensinde 19. januar 1915
Som reaktion på det britiske vandflyver-angreb mod luftskibsbasen i Nordholz ved Cuxhaven juledag 1914 gav kejser Wilhelm 2. den 9. januar 1915 tilladelse til at indlede luftangreb mod Storbritannien og den 19. januar kl. 11 afgik luftskibene L 3 (Hans Fritz) og L 4 fra Fuhlsbüttel mod Humber-fjorden (Grimsby).
Fra starten ledede luftskibschef Peter Strasser selv dette allerførste luftangreb ombord på L 6 lettet fra Nordholz og med kommandant von Buttlar, men L 6 fik tekniske problemer og måtte vende om undervejs.
På grund af nordenvind dirigeredes L 3 og L 4 i stedet mod Norfolks nordøstkyst, som L 4 krydsede kl. 19.55 ved Bacton og drejede vestpå, hvorimod L 3 drejede sydpå for at bombe Great Yarmouth.

L 4 kastede kl. 20.45 sin første lysbombe og 2 brandbomber over Sheringham, fløj derpå ud over havet og en time senere ind over land ved The Wash-bugten, hvor bomber kastedes over Brancaster, Heacham og Snettisham.
Luftskibet fløj videre sydpå lige vest om det kongelige slot Sandringham House mod den lysende by King's Lynn, hvor omkring kl. 22.50 kastedes 8 bomber. Værst gik det ud over huse i Bentinck Street, hvor den 26-årige krigsenke Alice Gazely og den 14-årige dreng Percy Goate ifølge den officielle forklaring dræbtes af shock.
Desuden blev 13 såret i byen.

På hjemturen direkte mod øst kastedes ikke flere bomber, selvom der passeredes over Norwich, der var mørkelagt og dækket af tåge.
Ved passage kl. 0.30 over Great Yarmouth kom RNAS' fly ikke afsted, efter de havde været kaldt i luften under L 3's bombardement 4 timer tidligere, hvorfor luftskibene nåede sikkert hjem til basen i Fuhlsbüttel.

## Nødlanding på Børsmose Strand 17. februar 1915
L 3 og L 4 lettede fra Fuhlsbüttel den 17. februar kl. 4 om morgenen, for at rekognoscere ud for den norske kyst. Det tyske dampfragtskib Rubens var på vej ad denne rute med forsyninger til kolonien Tysk Østafrika, som forsvaredes af generalmajor Paul von Lettow-Vorbeck, og luftskibene skulle holde øje med at den britiske flåde ikke kom i vejen.
L 4 med kommandant von Platen og officer Kruse udførte opgaven, men på hjemvejen trak en uventet en snestorm op fra syd og L 4 fik problemer med motorerne, mens L 3 nødlandede på Fanø.
Fra L 4 sendtes kl. 17.25 signal om, at en motor var mistet og kl. 18.30 var en anden motor slukket, muligvis på grund af benzinmangel.
Kun motoren i førergondolen virkede endnu og det var umuligt at nå luftskibsbasen i Tønder, hvor 2 nye knap nok færdigbyggede luftskibshaller stod klar med nødberedskab.
Von Platen søgte mod Blåvandshuk, men sneen tyngede så meget han til sidst måtte forsøge nødlanding på Børsmose Strand.
Ved landingen, vistnok i den let isdækkede strandkant, blev L 4's forparti og førergondol godt smadret, så træværket splintredes og aluminiumsskelettet bøjedes.
Der lykkedes for 11 personer at hoppe overbord, men én fra så stor højde, at han brækkede et ben og måtte hjælpes i land af en kammerat.
I forvirringen glemte man fra førergondolen at åbne gascellernes ventiler og med tilbageværende 4 mekanikere ombord i den bagerste gondol steg luftskibet lettet for vægt hurtigt igen til vejrs i over 100 meters højde ud over havet. Fra den højde turde mandskabet ikke hoppe og både de og luftskib L 4 forsvandt sporløst.
De 4 forsvundne, som formodedes druknet, blev den kejserlige marines luftskibsdivisions første ofre under verdenskrigen.

Datidens aviser fangede ikke hele sandheden om L 4's forlis. For eksempel skrev den Danske Pioneer 25. feb. 1915, at L 4 var et Parseval-luftskib, at nødlandingen skete i havet 10 sømil udfor kysten, en tililende trawler reddede 11 af den 16 mand besætning, mens 5 druknede og kaptajn von Platen brækkede begge ben, da han forlod luftskibet. Bortset fra at 11 overlevede synes alt dette at være fuldstændig opdigtet og forkert.

I Nordsøen på position 56.19 N og 08.20 Ø ud for Fjand blev der på 18 meter vand i 1960-erne fisket vragdele op stemplet den kejserlige marine, som kan stamme fra en zeppeliner, muligvis L 4.

## Internering i Odense og Ålborg
De overlevende udgav sig først for at være fiskere, for derfor at undgå at blive arresteret, men senere indrømmede de sandheden. De blev først interneret i Varde, men samledes så med besætningen fra L 3, som samme eftermiddag var nødlandet på Fanø.
På den danske regerings ordre sendtes de 2 besætninger et par dage efter til internering ved 6. infanteriregiment i Odense så længe krigen ville vare.

Dog interneredes kaptajnløjtnant Zdenko Magnus von Platen-Hallermund sammen med en løjtnant Pzygode i Ålborg, hvorfra de 19. december 1917 flygtede på cykel under påskud om at lede efter Pzygodes gravhund. Det lykkedes von Platen uantastet at nå friheden i Hamborg.

Søløjtnant Kruse blev løsladt og var fra 1. april 1918 1. officer på luftskib L 60, indtil det brændte ved angrebet på luftskibsbasen i Tønder 19. juli 1918. Han fungerede også som hjælpe-personale til den tyske marineattaché for de nordiske lande, hauptmann von Neergard i København.

## Eksterne links
- Zeppelin L 4 - zeppelin-museum.dk
- Luftschiff L 4 - frontflieger.de
- LZ 27 - luftschiff.de
- Arkiveret 28. oktober 2014 hos  Wayback Machine LZ27 - sebastianrusche.com
- Arkiveret 27. oktober 2014 hos  Wayback Machine Lz27 - L4 - lzdream.net (fransk)
- LZ27(L4) - air-ship.info (kinesisk)
- 17-Feb-1915 Zeppelin LZ.27 - Aviation Safety Network

1. ↑  19th January 1915 Arkiveret 27. oktober 2014 hos  Wayback Machine - iancastlezeppelin.co.uk
2. ↑  Zeppelins Arkiveret 27. oktober 2014 hos  Wayback Machine - eafa.org.uk (BBC dokumentar fra 1972)
3. ↑  January 1915 - Zeppelins over Norfolk - cwgc.org
4. ↑  Zeppelin raids on Norfolk Arkiveret 27. oktober 2014 hos  Wayback Machine - norfolkinworldwar1.org
5. ↑  Zeppelin Attack 1915 Arkiveret 4. september 2014 hos  Wayback Machine - gorlestonhistory.org.uk
6. ↑  Dirigibles from Deutschland - inamidst.com
7. ↑  19-20 January 1915 Arkiveret 5. september 2014 hos  Wayback Machine - thisdayinaviation.com
8. ↑  King’s Lynn at War ~ From Zeppelins to Conkers Arkiveret 11. november 2014 hos  Wayback Machine - kingslynnonline.com
9. ↑  Dread Zeppelin - movehimintothesun.wordpress.com
10. ↑  Verlust von L 3 und L 4 in 1915 Arkiveret 20. maj 2013 hos  Wayback Machine - zeppelin-museum.dk
11. ↑  La perte du L3 et L4 Arkiveret 13. februar 2015 hos  Wayback Machine - lzdream.net
12. ↑  Zeppelin L-4 crashes into North Sea - history.com
13. ↑  Zeppelin L4 Kaisermarine Arkiveret 28. oktober 2014 hos  Wayback Machine - rafcommands.com
14. ↑  Wrecked Zeppelin caught in a snowstorm - Dominion 20. feb. 1915
15. ↑  Caught by at snowstorm, second Zeppelin lost - The Advertiser (Adelaide) 20. feb. 1915
16. ↑  To Zeppelin luftskibe blev i sidste uge ødelagt ved Jyllands kyst - Dannevirke 24. feb. 1915
17. ↑  Two Zeppelins Wrecked - Poverty Bay Herald 13. april 1915
18. ↑  Two Zeppelins Wrecked - Otago Daily Times 17. april 1915
19. ↑  Parseval'er ødelagt ved Esbjerg - Den Danske Pioneer 25. feb. 1915
20. ↑  Januar 1914 Arkiveret 28. oktober 2014 hos  Wayback Machine - vragmus.dk
21. ↑  Zeppeliner forlis den 17. februar 1915 Arkiveret 3. september 2014 hos  Wayback Machine - mitfanoe.dk
22. ↑  Luftschiff LZ27 [L4] & Magnus von Platen - theaerodrome.com